# Cul de Cove
Cul De Cove es un cultivar de higuera de tipo higo común Ficus carica, bífera (con dos cosechas por temporada de brevas e higos de otoño), con higos de epidermis con color de fondo negro brillante con sobre color negro morado. Se cultiva en la colección de higueras de Montserrat Pons i Boscana en Llucmajor, Islas Baleares.

## Sinonimia
- sin sinónimos“,[4][6][7]

## Historia
Actualmente la cultiva en su colección de higueras baleares Montserrat Pons i Boscana, rescatada de un ejemplar o higuera madre localizada y cultivada en el término de Santanyí. El esqueje fue suministrado por Cosme Aguiló, persona de sabiduría enciclopédica y a la vez un gran activista del agro mallorquín.
La variedad 'Cul De Cove' se llama así (Cul De Cove:Culo De Cuévano, en catalán), por la forma aplanada de la parte inferior de los higos parecido al del cuévano. Esta variedad es originaria de Santanyí, siendo poco conocida en las Islas Baleares.

## Características
La higuera 'Cul De Cove' es una variedad bífera de tipo higo común. Árbol de vigorosidad elevada, copa voluminosa de ramaje espeso y denso follaje, porte abierto y voluminoso, con nula emisión de rebrotes. Sus hojas son de 3 lóbulos en su mayoría, y menos de 1 lóbulo. Sus hojas con dientes presentes márgenes serrados poco marcados, con el ángulo peciolar agudo. 'Cul De Cove' tiene poco desprendimiento de higos, elevado rendimiento productivo y periodo de cosecha prolongado. La yema apical cónica de color rojizo.
Los frutos de la higuera 'Cul De Cove' son frutos de un tamaño de longitud x anchura:49 x 51mm, con forma entre esféricos y piriformes un poco aplastados en la parte basal, que presentan unos frutos grandes y vistosos, simétricos de forma, pero variables de dimensiones, de unos 46,580 gramos en promedio, cuya epidermis es de un grosor mediano, de textura bastante áspera y granulosa, de consistencia mediana, color de fondo negro brillante con sobre color negro morado. Ostiolo de 2 a 5 mm con escamas medianas rojas. Pedúnculo de 5 a 10 mm alargado troncocónico rojizo, y en la base enrojece. Grietas longitudinales gruesas. Costillas poco marcadas. Con un ºBrix (grado de azúcar) de 24 de sabor dulce sabroso, con color de la pulpa rojo intenso. Con cavidad interna mediana, con aquenios medianos y pocos. Los frutos maduran durante un periodo de cosecha prolongado, de un inicio de maduración de las brevas sobre finales de junio los higos sobre el 22 de agosto al 12 de octubre. Cosecha de buena calidad con elevado rendimiento productivo y periodo de cosecha prolongado.
Se usa en fresco en alimentación humana. Resistencia mediana a las lluvias y a la apertura del ostiolo. Son poco resistentes al transporte, y tienen poca facilidad de desprenderse del árbol al final de la maduración.

## Cultivo
'Cul De Cove', se utiliza fresco en alimentación humana. Se está tratando de recuperar de ejemplares cultivados en la colección de higueras baleares de Montserrat Pons i Boscana en Llucmajor.